# Mesopodagrion yachowensis
Mesopodagrion yachowensis – gatunek ważki z monotypowej rodziny Mesopodagrionidae. Występuje w Chinach (stwierdzony w prowincjach Syczuan, Shaanxi i Zhejiang). W przeszłości takson ten bywał uznawany za młodszy synonim Mesopodagrion tibetanum, ale wykazano, że reprezentuje odrębny gatunek.